# Bryotype
Bryotype là một chi bướm đêm thuộc họ Noctuidae.

## Các loài
- Bryotype flavipicta (Hampson, 1894)
- Bryotype harmodina Draudt, 1950
- Bryotype mesomelana (Hampson, 1902)